# Szaladin (televíziós sorozat)
A Szaladin (eredeti cím: Saladin) maláj televíziós 3D-s számítógépes animációs sorozat, amelyet Nazih Hatem rendezett. A forgatókönyvet Choong Chi-Ren írta. Magyarországon a Megamax és az M2 tűzte műsorra.

## Ismertető
A történet a 12. században játszódik. Helyszíne: Nyugat-Ázsiában egy sivatagos vidék. Ez egy olyan hely, amely nagy veszélyt jelentett. Akkoriban itt élt egy híres, harcos, államférfi, akinek neve Saladin volt. Ez a történet bemutatja az életének egy kitalált idejét. A történetben ifjú kalandorként van ismertetve. Az útja során, olyan ismereteket gyűjt, amelyeknek köszönhetően igazán nagy vezér lesz belőle. Jelenleg 18 éves és készen áll arra, hogy ismeretet szerezzen a világban. Elindul szülővárosából, Damaszkuszból. Igazán jó barátjával indul útra, akinek neve Tarik. Új kalandokat tár fel a barátjával közösen. A történet alapján a bölcsek a saját véleményeiket is elmondják.

## Szereplők
- Saladin (Czető Roland) – A történet főhőse, aki egy harcos és meg akarja ismerni a világot.
- Tarik (Molnár Levente) – Saladin jó barátja, aki végig kíséri útja során.
- Tarek
- Anisa (Bogdányi Titanilla)
- Duncan (Seszták Szabolcs)

- További magyar hangok: Háda János, Varga Tamás

## Epizódok
1. Perzsia Csillaga
2. Portyázók
3. Ízisz kelyhe
4. Az aréna
5. Bányajáték
6. A halál árnyéka
7. A világ térképe
8. A Tökély Birodalma
9. Marzuq kincse
10. Útvesztő
11. Próbarepülés
12. Közelít a vihar 1. rész
13. Közelít a vihar 2. rész
14. Holdfény a Níluson
15. Itt bizony szörnyek vannak
16. Az idő homokja
17. Az üdvösség nővérei
18. A préda árnyéka
19. Az utolsó portyázó
20. Az álmok börtöne
21. Sötét erők
22. A Skorpió sziget
23. Végjáték 1. rész
24. Végjáték 2. rész
25. Végjáték 3. rész
26. Árverés és puskapor